# Lasius austriacus
Die Wegameise Lasius austriacus wurde im Jahr 2002 entdeckt und im Jahr 2003 beschrieben. Sie ist bisher nur aus Niederösterreich und Tschechien nahe der österreichischen Grenze bekannt.

## Merkmale
Die Farbe von Lasius austriacus ist braun-gelblich. Die Völker leben monogyn, also mit nur einer Königin pro Nest, und bilden Völker mit bis zu 10.000 Individuen. Lasius austriacus ähnelt der verwandten Art Lasius neglectus, die jedoch polygyn ist und oft Superkolonien bildet. Diese Art ist aber für Österreich noch nicht nachgewiesen. Lasius austriacus wird innerhalb der Gattung der Wegameisen zur Untergattung Lasius sensu stricto, also Lasius im engeren Sinne gestellt. Die Arbeiterinnen der Art Lasius austriacus sind die kleinsten innerhalb dieser Untergattung. Die Königinnen (Gynen) sind jedoch im Durchschnitt größer als die der nahe verwandten Art Lasius neglectus. Zwischen Juli und September findet der Hochzeitsflug statt.

## Lebensweise
Lasius austriacus kommt in heiß-trockenen, naturnahen Felsfluren vor. Die Art lebt vorwiegend unterirdisch, da sie sich hauptsächlich von den Sekreten der Wurzelläuse (Euripersia europaea) ernährt, die in unterirdischen Kammern gehalten werden (Trophobiose). 
Gegenstand eingehender Untersuchungen ist das Aggressionsverhalten von Lasius austriacus. Besonders auffallend ist ihr friedliches Verhalten gegenüber artgleichen, aber aus fremden Nestern stammenden Individuen. Dieses Verhalten ist sonst nur aus den Superkolonien anderer Ameisenarten wie beispielsweise Lasius neglectus bekannt. Bei Lasius austriacus kann jedoch nicht von Superkolonien gesprochen werden, da die einzelnen Völker genetisch zu verschieden sind. Bei invasiven oder eingeschleppten Arten scheint die Abstammung einer großen Population von wenigen Individuen und damit die nahe Verwandtschaft der Hauptgrund für den Wegfall der intraspezifischen Aggression zu sein. Bei Lasius austriacus müssen andere Faktoren ausschlaggebend sein.